# Acacia suaveolens
Espèce
Classification phylogénétique
Acacia suaveolens est une espèce de plantes à fleurs de la famille des Mimosaceae, selon la classification classique, des Fabaceae, selon la classification phylogénétique. C'est un arbuste originaire d'Australie.

## Description
C'est un arbuste qui mesure entre 0,3 et 3,5 mètres de haut. Il a une écorce lisse brun-violacé ou vert clair et a des phyllodes droites ou légèrement courbes bleu-vert. Les capitules blancs ou jaune pâle apparaissent généralement entre avril et septembre dans son aire naturelle. Ils sont suivis par des gousses oblongues aplaties, de couleur bleue qui font jusqu'à 2 à 5 cm de long et 8 à 19 mm de large.

## Répartition et habitat
L'espèce est présente naturellement dans les sols sableux des landes et des forêts sclérophylles sèches en Australie-Méridionale, au Victoria, en Tasmanie, en Nouvelle-Galles du Sud et au Queensland.